# Torsten Hornborg
Torsten Bogislaus Hornborg, född 7 april 1883 i Helsingfors, död 5 mars 1957, var en finländsk författare. Han var bror till Eirik och Harald Hornborg.
Torsten Hornborg avlade examen vid Tekniska högskolan i Helsingfors 1907, verkade som väg- och vattenbyggnadsingenjör och innehade olika kommunala och enskilda befattningar i Lovisa, Åbo och Vasa. 1930 blev han stadsdirektör i Ekenäs. Hornborg framträdde som skönlitterär författare bland annat med stämningsromaner med småstads- och skärgårdsmotiv, Curt Beijerfelt från Fagervik stad (1933), Slagskuggan (1934), Martin Qvist och barnet Beijer (1942), I fädrens spår (1943) som har motiv från Finlands deltagande i andra världskriget, Livets möjligheter (1944) och Melker sökaren (1948), en mera allvarligt syftande pikareskroman.